# Patragali
Patragali es una deidad femenina de la mitología hindú, hija de Ixora y personificación de la cólera, el rencor y la irritabilidad de carácter.

## Leyenda
Nació según la leyenda, de un ojo de su padre y vino al mundo con ocho rostros de enormes ojos, colmillos de jabalí y dieciséis manos negras.
Patragali recorre distintas regiones de la tierra combatiendo a piratas y bandoleros que se quieren apoderar de su persona, saliendo victoriosa de todas las ocasiones.
Los antiguos marathas pensaban que el cólera y las viruelas eran producidas por la ira de Patragali, a la que representaban con el cuerpo rodeado de serpientes y dos elefantes colgados de sus orejas.

### Aventuras
En una ocasión en que el gigante Dazira desafió a Ixora, Patragali salió en defensa de su padre y dio muerte al coloso. Como premio a su acción, Ixora concedió a Patragali grandes regalos y esclavos y le hizo comer carne de animal mezclada con sangre humana, considerado remedio para evitar los engaños y asechanzas de los seres del cielo y la tierra. Para proporcionar aquella sangre humana, Ixora se cortó un dedo.
En la corte noble de Malabar se enamora de un joven y se casa con él, pero éste, al ser pobre, no le concede más favores que unas pulseras que adornan sus piernas. Por este regalo el joven es acusado de robo y condenado a muerte, tras la ejecución Patragali le resucita por medio de sus artes mágicas.